# Märramyren
Märramyren este o arie protejată (arie specială de conservare — SAC, sit de importanță comunitară — SCI, arie de protecție specială avifaunistică — SPA) din Suedia întinsă pe o suprafață de 1.751,1 ha, integral pe uscat.

## Localizare
Centrul sitului Märramyren este situat la coordonatele 60°57′31″N 12°20′20″E / 60.9587°N 12.3388°E.

## Înființare
Situl Märramyren a fost declarat sit de importanță comunitară în ianuarie 2002 pentru a proteja 10 specii de animale. Alte tipuri de protecție:
- arie de protecție specială avifaunistică (în ianuarie 2002)[2]
- arie specială de conservare (în martie 2011)[1][3][4]

## Biodiversitate
Situată în ecoregiunea boreală, aria protejată conține 5 habitate naturale: Mlaștini împădurite, Mlaștini turboase de tranziție și turbării mișcătoare, Taiga vestică, Turbării Aapa, Păduri caducifoliate de mlaștină fino-scandinave.
La baza desemnării sitului se află mai multe specii protejate:
- păsări (8): ciocănitoare neagră (Dryocopus martius), cufundar mic (Gavia stellata), cocor (Grus grus), ciocănitoare de munte (Picoides tridactylus), ploier auriu (Pluvialis apricaria), cocoșul de mesteacăn (Tetrao tetrix tetrix),  cocoș de munte (Tetrao urogallus), fluierar de mlaștină (Tringa glareola)
- mamifere (1): lupul (Canis lupus)
- nevertebrate (1): Dytiscus latissimus